# كاليغولا (فلم)
كاليغولا (بالإنجليزية: Caligula) هو فيلم سيرة ذاتية للمخرج تينتو براس في العام 1979. يدور الفيلم حول شخصية الطاغية الروماني كاليغولا.
عرض الفيلم بعدة ترجمات منها الإيطالية والفارسية والعربية.

## القصة
يحكي الفيلم قصة بروز ونهاية الإمبراطور الروماني كاليغولا. وقد قام بدور البطولة فيه الممثل مالكولم ماكدويل بدور كاليغولا، بيتر أوتول بدور تيبريوس وهيلين ميرين بدور كازونيا. وهو أول فيلم يعرض مقاطع جنسية صريحة من بطولة فنانيين مشهورين.
الفيلم يحكي عن اسطورة من اساطير الجنس وهو الإمبراطور الثالث الروماني كاليغولا الذي يتعرض لمؤامرات تستهدف النيل من حكمة وسيطرته على الرومان، تدور غالبية احداثة في منطقة مجاورة لبحيرة طبريا.

## الممثلون
- مالكولم ماكدويل بدور كاليغولا
- بيتر أوتول بدور تيبيريوس
- هيلين ميرين بدور كازونيا
- لوري واقنر بدور أغريبينا

## الاستقبال
أثار الفيلم انتقادات واسعة لدى مجموعة من النقاد من ناحية المضمون، حيث تظهر بالفيلم مشاهد جنسية صريحة من النادر تصويرها في الافلام التاريخية، إذ لم يكتفي باظهار الممارسات الجنسية بصورة عامة، بل تعدى ذلك الي التفاصيل الدقيقة لتلك الممارسات.

## الإيرادات والتكاليف
وبالرغم من كثرة الانتقادات إلا أن الفيلم حقق مشاهدات وإيرادات عالية في شباك التذاكر ولدى عرضة أول مره في العام 1980 حيث بلغ إيراد الفيلم حوالي 23 مليون دولار، وهو إيراد ضخم قياسا قياسا على تلك الفترة علما أن تكاليف إنتاجة بلغت جوالي 17 مليون دولار أمريكي، وهي أيضا تكاليف ضخمة قياسا على تلك الفترة.

## روابط خارجية
- مقالات تستعمل روابط فنية بلا صلة مع ويكي بيانات